# Вищі художньо-технічні майстерні

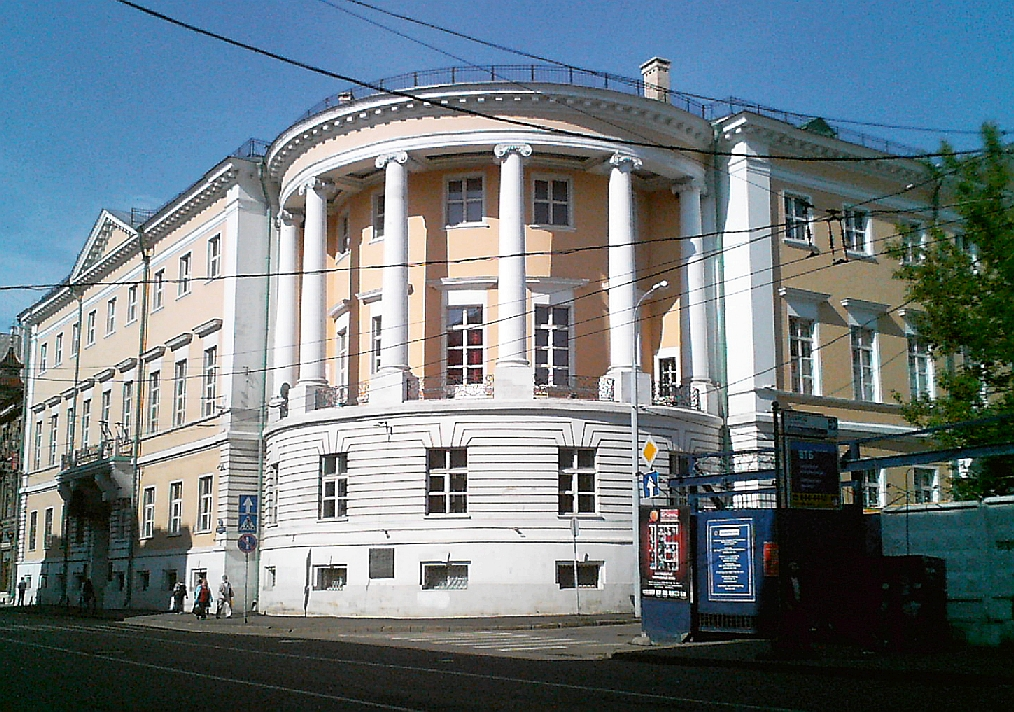
Колишня будівля ВХУТЕМАС, нині РАЖ. Мясницька вул. 21б

Вищі художньо-технічні майстерні (рос. Высшие художественно-технические мастерские, ВХУТЕМАС) — московський навчальний заклад вищої освіти, утворений 1920 року в Москві шляхом об'єднання 1-х і 2-х Державних вільних художніх майстерень.

## Історія

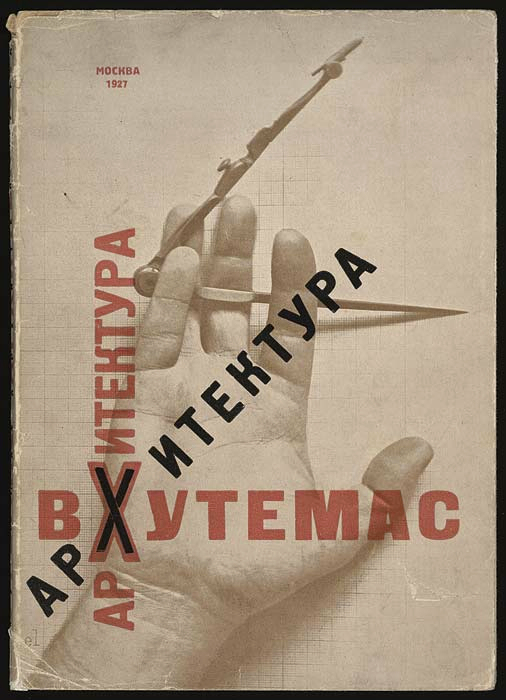

Восени 1918 року під час реорганізації системи художньої освіти на базі Імператорського Строгановського Центрального художньо-промислового училища й Московського училища живопису, скульптури й зодчества були утворені відповідно Перші і Другі державні вільні художні майстерні (рос. ГСХМ).
Восени 1920 року Перші і Другі ДВХМ об'єднали в єдиний навчальний заклад. У новому навчальному закладі функціювало вісім факультетів: архітектурний, художній (живопис і скульптура) і виробничий (поліграфія, текстиль, кераміка, деревообробка, металообробка). Навчальні корпуси розташовувалися за адресами: вул. Рождественка 11 і вул. Мясницька 21.
За оцінкою С. О. Хан-Магомедова, творче лідерство у Вищих художньо-технічних майстернях належало викладачам архітектурного факультету, «за процесами, що відбувалися на цьому факультеті, уважно спостерігали не тільки радянські архітектори, але й художнє товариство». У 1920—1923 роках на факультеті поступово утворилися три центри, з відмінними один від одного творчими концепціями й принципами викладання:
- академічні майстерні (Іван Жолтовський, Іван Рильський, Олексій Щусєв, Едгар Норверт, Віктор Кокорін, Леонід Веснін тощо)
- об'єднані майстерні — Обмас (Микола Ладовський, Володимир Кринський, Микола Докучаєв)
- майстерня «експериментальної архітектури» (Ілля Голосов і Костянтин Мельников).

Упродовж 1924—1925 навчального року була сформована майстерня Олександра Весніна, до якої перейшла частина студентів як з академічних, так і з «новаторських» майстерень.
У 1926 році Вищі художньо-технічні майстерні було реорганізовано у Вищий художньо-технічний інститут (рос. ВХУТЕИН).

## Керівники
Ректори Вищих художньо-технічних майстерень:
- 1920—1923 — Ефим Володимирович Равдель
- 1923—1926 — Володимир Андрійович Фаворський і
- 1926 — Павло Іванович Новицький; упродовж 1926—1930 — ректор ВХУТЕІНу).

## Викладачі
У Майстернях викладали Абрам Архипов, Олександр Древін, Василь Кандинський, Дмитро Кардовський, Микола Ладовський, Володимир Кринський, Лазар Лисицький, Костянтин Мельников, Петро Мітурич, Ніна Нісс-Гольдман, Амшей Нюренберг, Олександр Родченко, Варвара Степанова, Володимир Татлін, Володимир Фаворський, Павло Флоренський, Федір Шехтель, Петро Келін, Артур Лолєйт, Іван Єфімов, Микола Докучаєв, Григорій Чиріков та ін.

## Відомі учні
Тут навчалося багато митців, серед відомих — Георгій Вегман, Набі Ганієв, Поліна Горенштейн, Порфирій Крилов, Георгій Ткаченко та багато інших.

## У літературі
- За випускника ВХУТЕМАС видавав себе Остап Бендер — персонаж роману «Дванадцять стільців», який намагався потрапити на корабель «Скрябін» у Нижньому Новгороді.
- У романі Іллі Ільфа й Євгена Петрова «Золоте теля» один із персонажів — Феміді Перикл, чоловік Зосі Синицької, описаний як секретар художнього колективу з живопису для залізничників і випускник ВХУТЕМАС.